# Венсенська пагода

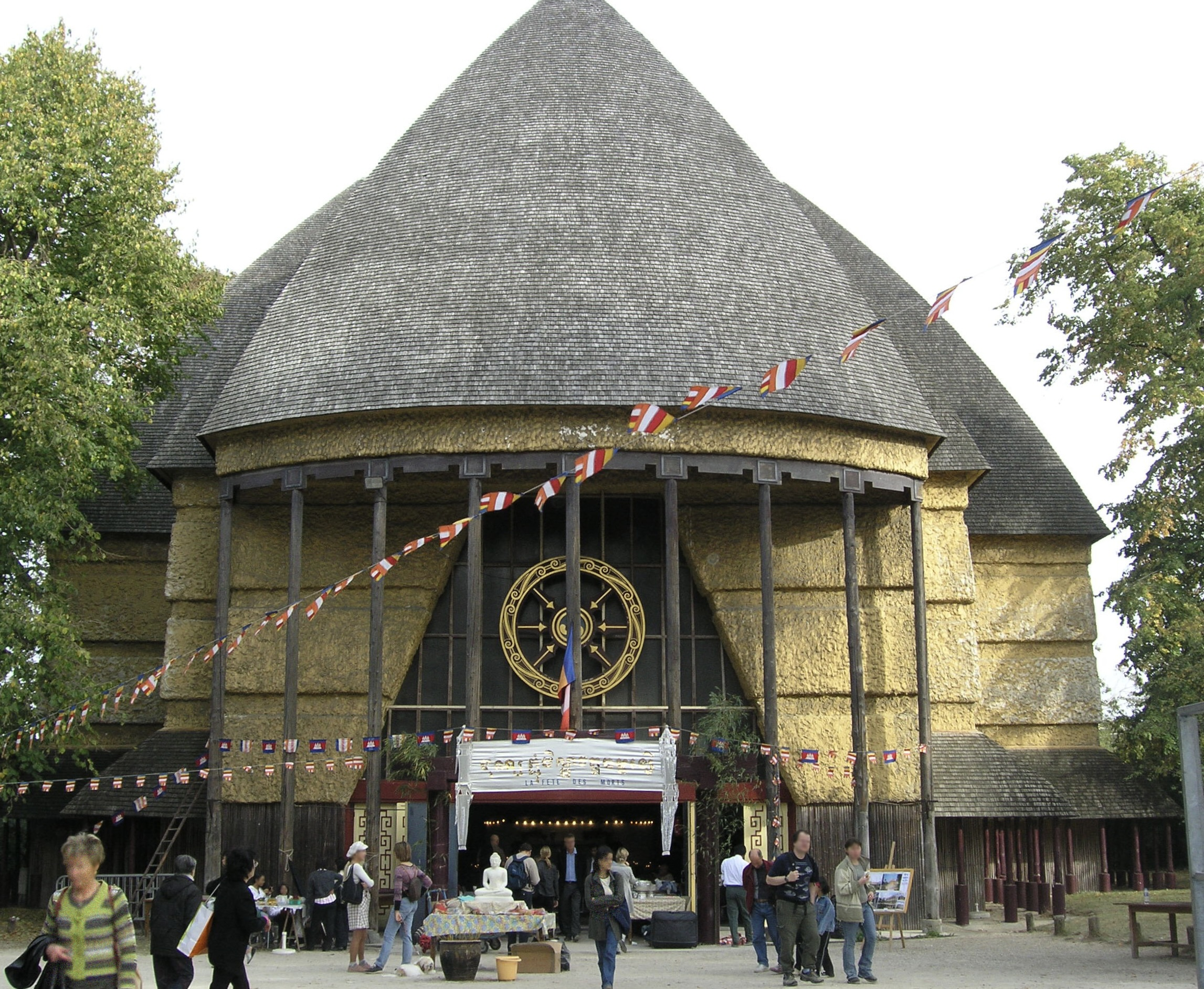
Головне приміщення Венсенської пагоди

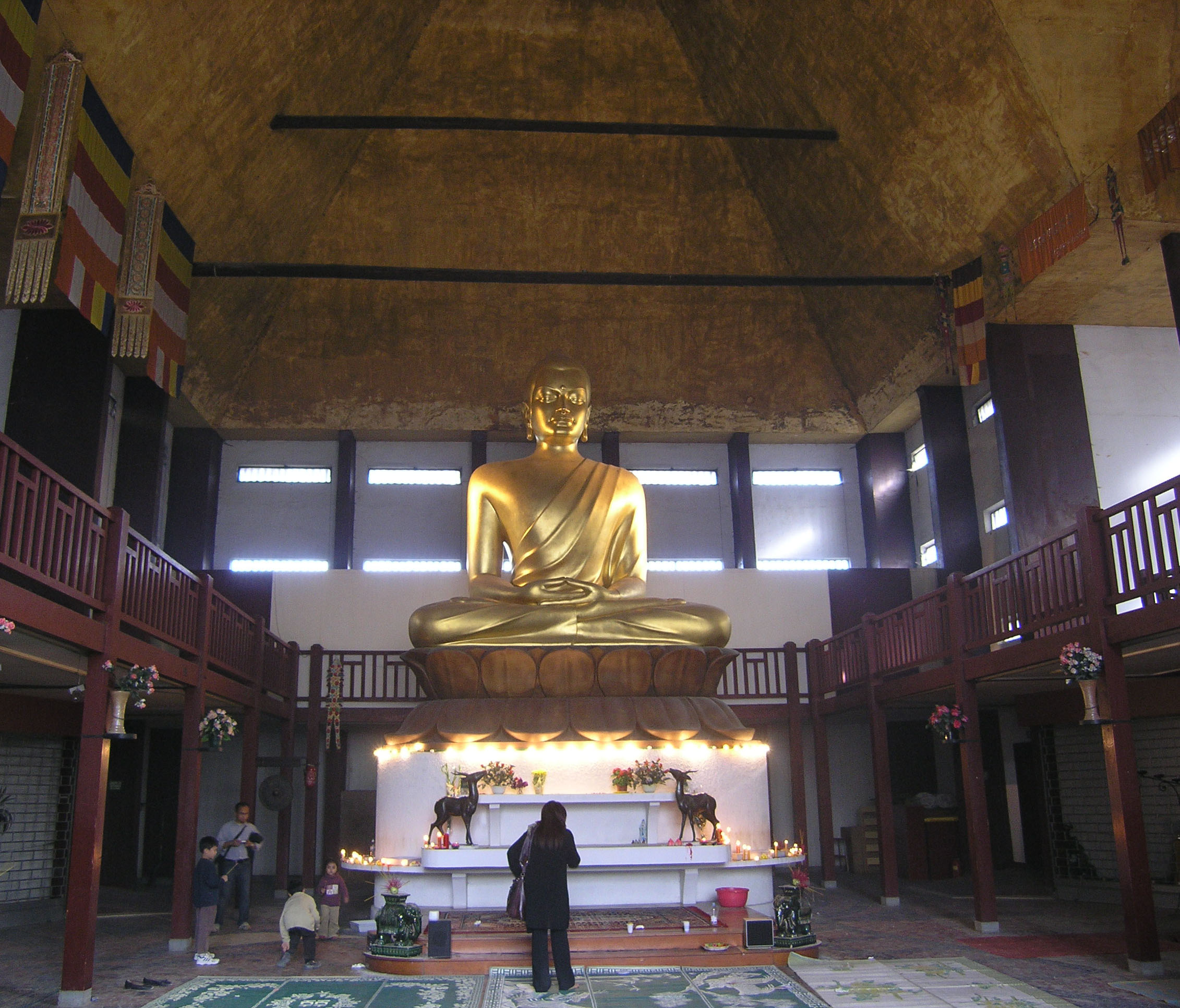
Статуя Будди у Венсенській пагоді

48°49′43″ пн. ш. 02°24′54″ сх. д. / 48.82861° пн. ш. 2.41500° сх. д.
Венсенська пагода (фр. Pagode de Vincennes) — один з буддійських центрів Парижа, осідок Міжнародного буддистського інституту (фр. l’Institut international bouddhique).

## Короткий опис
Комплекс складається з 3 будівель на території 8 000 м ² на березі озера Доменіль у Венсенському лісі . Дві основні будівлі комплексу не належать до певної релігійної традиції чи релігійної громади; ними користуються різні буддійські організації Паризької агломерації.
Дві основні будівлі комплексу мають історико-культурне значення: це павільйони Камеруну і Того, побудовані за проектом архітектора Луї-Іполіта Буало для Колоніальної виставки 1931. Цей комплекс був створений як штаб-квартира Міжнародного буддійського інституту, заснованого в 1969 Жаном Сентені (1907—1978). Основна будівля Венсенської пагоди — павільйон Камеруну. Він був реконструйований і перетворений на молитовний зал у 1977. У ньому розташовується покрита золотом статуя Будди більше 9 футів заввишки, яку преса називає «найбільшою в Європі». Павільйон Того знаходиться на реставрації. Після реставрації тут планується розмістити бібліотеку літератури різних буддійських традицій. Третьою будівлею комплексу є побудований між 1983 і 1985 тибетський буддистський центр традиції Каг'ю, Каг'ю-Дзонг, заснований Калу Рінпоче.

## Туристська інформація
Венсенська пагода розташована за адресою Route de Ceinture-du-Lac-Daumesnil будинок 40, XII округ Парижа.
Поблизу Венсенської пагоди розташована станція метро Порт-Доре.